# Marisol (telenovela messicana)
Marisol è una telenovela messicana trasmessa su Canal de las Estrellas dal 22 gennaio al 9 agosto 1996.

## Personaggi
- Marisol Ledesma Garcés del Valle/Verónica Soriano, interpretata da Erika Buenfil
- José Andrés Garcés del Valle López, interpretato da Eduardo Santamarina
- Amparo López Vda. de Garcés del Valle, interpretata da Claudia Islas
- Leonardo Garcés del Valle, interpretato da Enrique Álvarez Félix